# Francesca Sgorbini

a Compétitions nationales et continentales officielles uniquement.

b Matchs officiels uniquement.
Francesca Sgorbini, née le 7 janvier 2001 à Pesaro (Italie), est une joueuse internationale italienne de rugby à XV évoluant aux postes de troisième ligne aile ou de troisième ligne centre. Elle joue en France, à l'ASM Romagnat.

## Biographie
Francesca Sgorbini naît le 7 janvier 2001 à Pesaro en Italie. Elle commence le rugby à XV à neuf ans à l'école de rugby de Pesaro. Puis elle rejoint le club de Bologne pendant une saison de rugby à sept.
Elle signe ensuite au Rugby Colorno et pour sa première saison en première division, à seulement 17 ans, elle remporte le Scudetto. L'équipe compte dans ses rangs Veronica Madia, Michela Sillari, Giada Franco ou encore Silvia Turani. 
Elle fait ses débuts avec la Squadra Azzurra lors du Tournoi des Six Nations 2019 à Exeter, face aux Red Roses. Une lourde défaite (55-0) mais l'Italie termine deuxième au classement final.[réf. nécessaire]
En 2020, souhaitant vivre une expérience à l'étranger, elle essaie d'aller jouer en Angleterre mais se heurte à des difficultés administratives. Elle part donc jouer en France, dans les rangs de l'ASM Romagnat, où elle retrouve ses compatriotes Marta Ferrari (it) et Sara Tounesi. Elle est championne de France dès la première année.
En décembre 2021, elle subit une rupture des ligaments croisés lors d'un entrainement avec les Barbarians à Paris. À posteriori, elle réalise que cette blessure arrive alors qu'elle était physiquement épuisée après des mois de compétition sans véritable repos, entre club et équipe nationale.
Elle reprend la compétition à temps pour postuler à la Coupe du monde. Touchée au genou lors d'un match de préparation contre la France à Biella, elle quitte le terrain en larmes, persuadée qu'elle a rechuté. Finalement elle est juste arrêtée une semaine. Deux semaines plus tard, elle est retenue pour disputer la Coupe du monde en Nouvelle-Zélande. 
Après la Coupe du monde, elle se blesse à nouveau au genou (entorse) et revient à temps pour la phase finale du championnat de France 2022-2023.
Elle est ensuite convoquée en équipe nationale pour disputer le WXV 2 en Afrique du Sud, mais son genou nécessite finalement une opération et elle ne joue plus de l'année. Elle retrouve les terrains en janvier 2024.[réf. nécessaire] Au mois de mars, elle fait partie des joueuses mises sous contrat par la fédération italienne. Elle dispute le Tournoi des Six Nations puis va jusqu'en finale du championnat de France avec son club.
En 2024-2025, elle est rappelée en équipe nationale pour le WXV puis le Six nations. Avec l'ASM Romagnat, elle s'incline en demi-finale du championnat d'Élite 1 face au Stade bordelais.
Au mois d'août suivant, elle est sélectionnée pour sa deuxième Coupe du monde.

## Palmarès
- Vainqueur du Championnat d'Italie en 2018 avec le Rugby Colorno.
- Vainqueur du Championnat de France en 2021 avec l'ASM Romagnat.
- Finaliste du Championnat de France en 2024 avec l'ASM Romagnat.